# Ptychamalia magitaria
Ptychamalia magitaria är en fjärilsart som beskrevs av Jones 1921. Ptychamalia magitaria ingår i släktet Ptychamalia och familjen mätare. Inga underarter finns listade.